# ゴヨウザンヨウラク
ゴヨウザンヨウラク（学名：Rhododendron goyozanense）はツツジ科ツツジ属の落葉低木。
本種は、1962年の新種記載当時から近年まで、ツツジ科ヨウラクツツジ属 Menziesia に置かれていたが、近年の分子系統学的解析とそれに基づく形態的特徴の再検討の結果、ヨウラクツツジ属はツツジ属に含められた。その結果、学名は、2011年に Menziesia goyozanensis から、Rhododendron goyozanense に組み替えられた。

## 特徴
植物体の高さは1-1.3mになる。若い枝には伏した短毛が見えるが後に落ちる。葉は枝先に集まって互生し、葉柄は長さ0.8-2.5cmになる。葉身は楕円形で、長さ1.5-4.5cm、幅0.8-2.5cmで、先端は円形またはとがり、基部は鋭形、縁は全縁で縁毛はなく、表面には葉脈の主脈の両側に帯状に配列する粗い斜上毛が散生し、裏面はやや白みをおび、葉脈の主脈上に鱗片状の毛がある。
花期は6月下旬-7月上旬。枝先に伸びる長さ1mmほどの花序軸に、3-6個の花が束生状に下向きにつく。花柄は長さ5-15mmになり、ややまばらに白色の軟毛が生え、しばしば腺毛が混じる。萼は径約3mmの浅い皿型で、4中裂し、裂片は円形になり長さ約1.5mm、外面に腺毛が散生し、裂片の縁に長い腺毛が生える。花冠は筒型で長さ約1cm、上面は紅色、下面は黄緑色、外面に腺毛が生え、筒部内面に短毛がやや密に生える。花冠先端は4裂し、裂片は円形でやや不同、長さ約3mmになり、縁に白色の微毛が密に生える。雄蕊は8個あり、ややふぞろいに4本ずつ長短があり、長さ9-10mm、花糸の中部以下に短毛がやや密に生える。長い雄蕊の葯は長楕円形で長さ約1.2mm、短い雄蕊の葯は楕円形で長さ約0.6mmになる。雌蕊は1個で長さ10-11mm、毛はない。果実は楕円形で長さ3-4mmの蒴果になり、4裂する。

## 分布と生育環境
日本固有種。岩手県の太平洋側に所在する五葉山にのみ産する。五葉山上部のヒノキアスナロとブナからなる混交林の林床の、やや暗い急な岩場に生育する。

## 名前の由来
和名ゴヨウザンヨウラクは、新種記載者の岩手大学学芸学部生物学教室教授の菊地政雄 (1962) による命名で、五葉山に因んで「五葉山瓔珞」の意味。菊地による種小名（種形容語）goyozanensis も「五葉山」による。

## 新種記載
1961年7月中旬、岩手大学学芸学部教授の菊地政雄と同大学農学部学生望月陸夫らは、五葉山で植物調査をしている際に、山頂付近の低木帯において、ツツジ科ヨウラクツツジ属の新しい種とみられる標本を得た。一見するとウラジロヨウラク Menziesia multiflora が矮小化したもののように見えるが、葉の縁に毛はなく、葉の表面の葉脈の両側に帯状に配列した斜上毛が散生し、既知の近縁種とは区別されるものであることがわかった。7月中旬であり、花期が過ぎていたが、落下寸前の花をつけている個体があり、花部の観察は可能であった。この調査時には2個体を発見した。菊地らは、翌1962年6月下旬に調査登山し、開花盛期の5個体を見つけ、下山の別ルートではヒノキアスナロとミズナラの混交林内の低木層を構成している100個体ほどの集団に遭遇した。
花が4数性である点は、九州産のヨウラクツツジ Menziesia purpurea に似るが、葉の表面の毛のつき方が異なること、花がやや左右相称形であること、花冠の色が2色性で、背面が淡紅色、腹面が淡黄色であること、花冠表面に一様に腺毛が生えること、萼裂片が小さい広卵円形であること、雌蕊と果実が無毛であること等、この種の特徴が極めて顕著で、日本産同属のどの種ともはっきりと区別できるものであった。このことから、菊地は1962年12月に新種 Menziesia goyozanensis M.Kikuchi (1962)、和名ゴヨウザンヨウラクとして記載した。

## 種の保全状況評価
- 絶滅危惧IA類 (CR)（環境省レッドリスト）

都道府県による絶滅危惧選定は次のとおり。
- 岩手県-Ａランク[9]

## ギャラリー

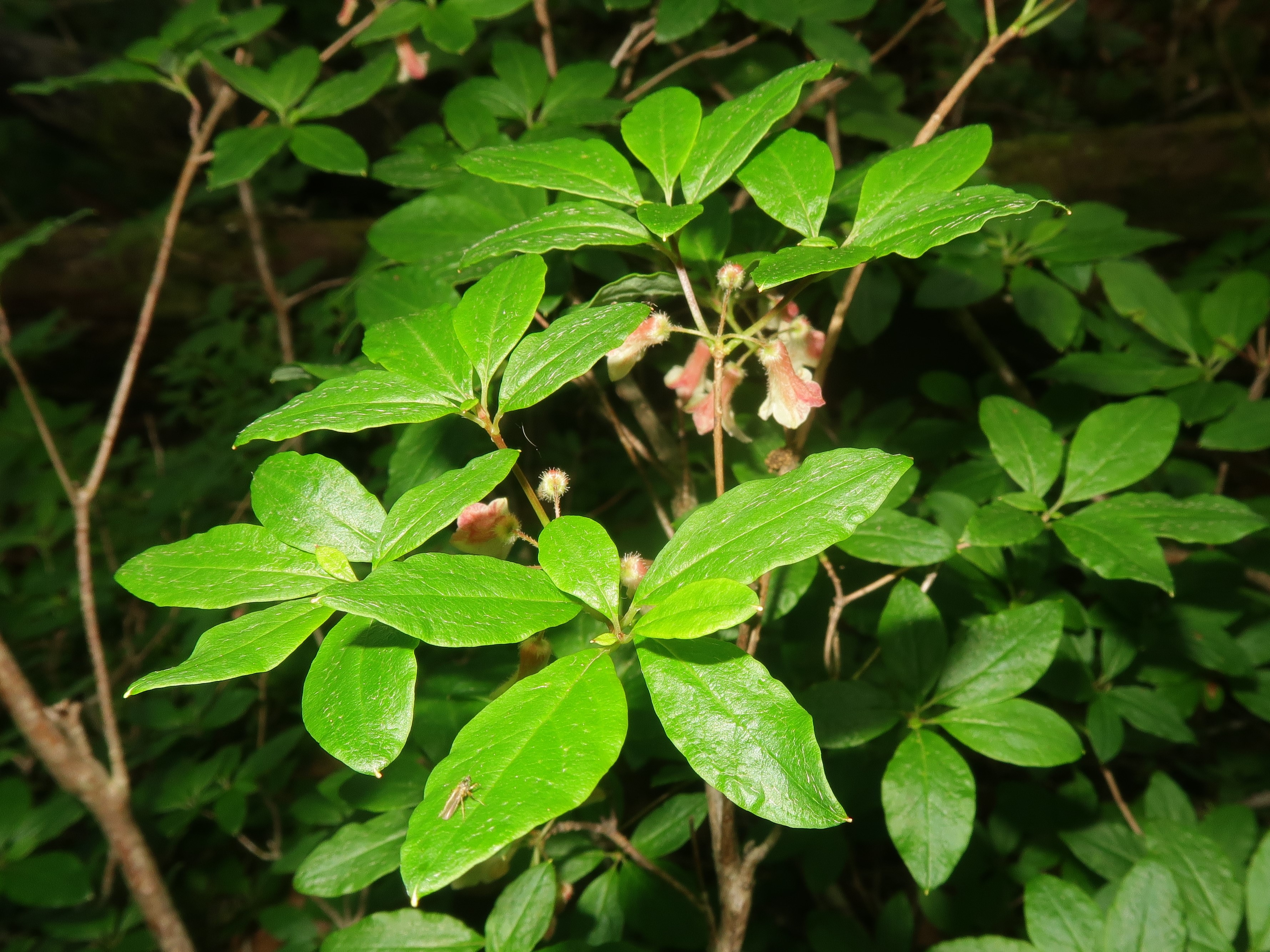
葉の表面。
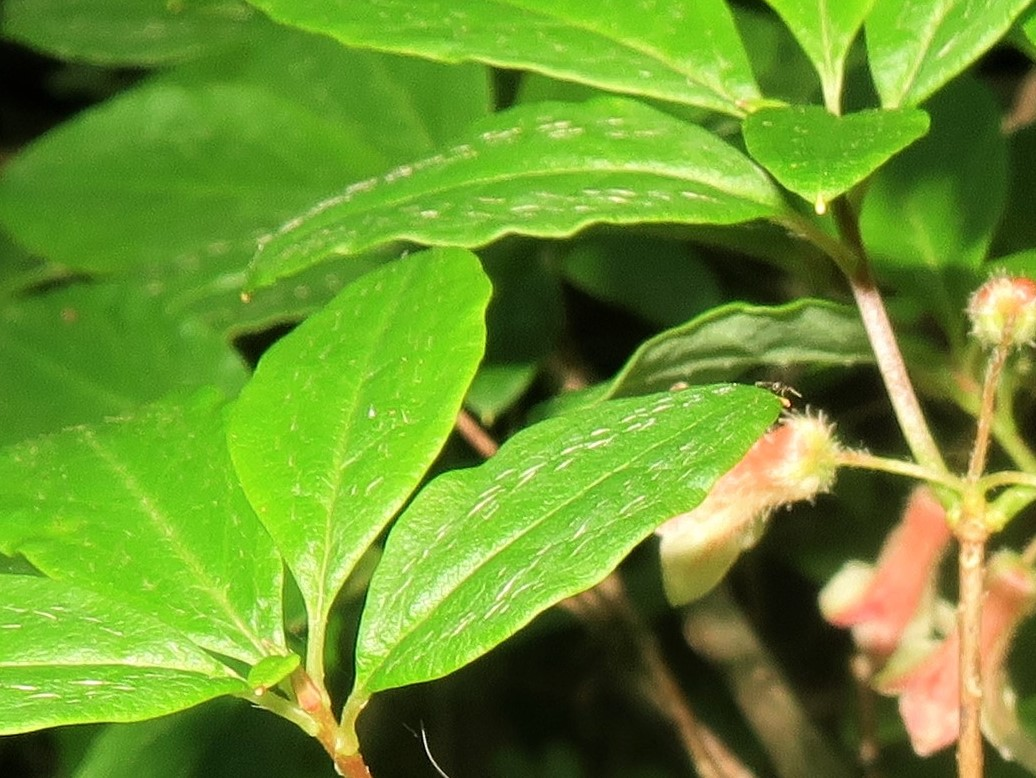
左の拡大。葉脈の主脈の両側に帯状に配列する粗い斜上毛が散生する。
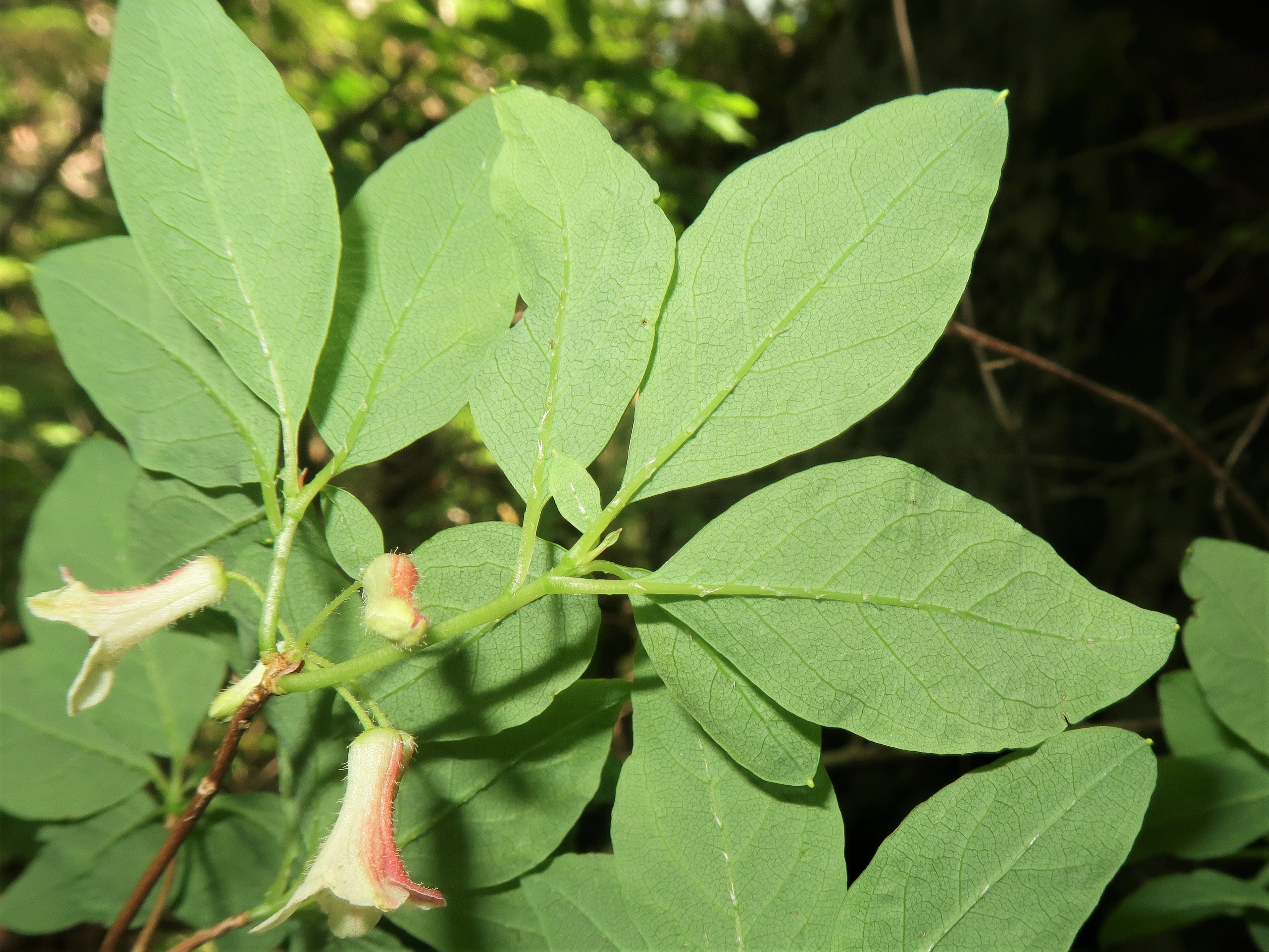
葉の裏面はやや白みをおびる。
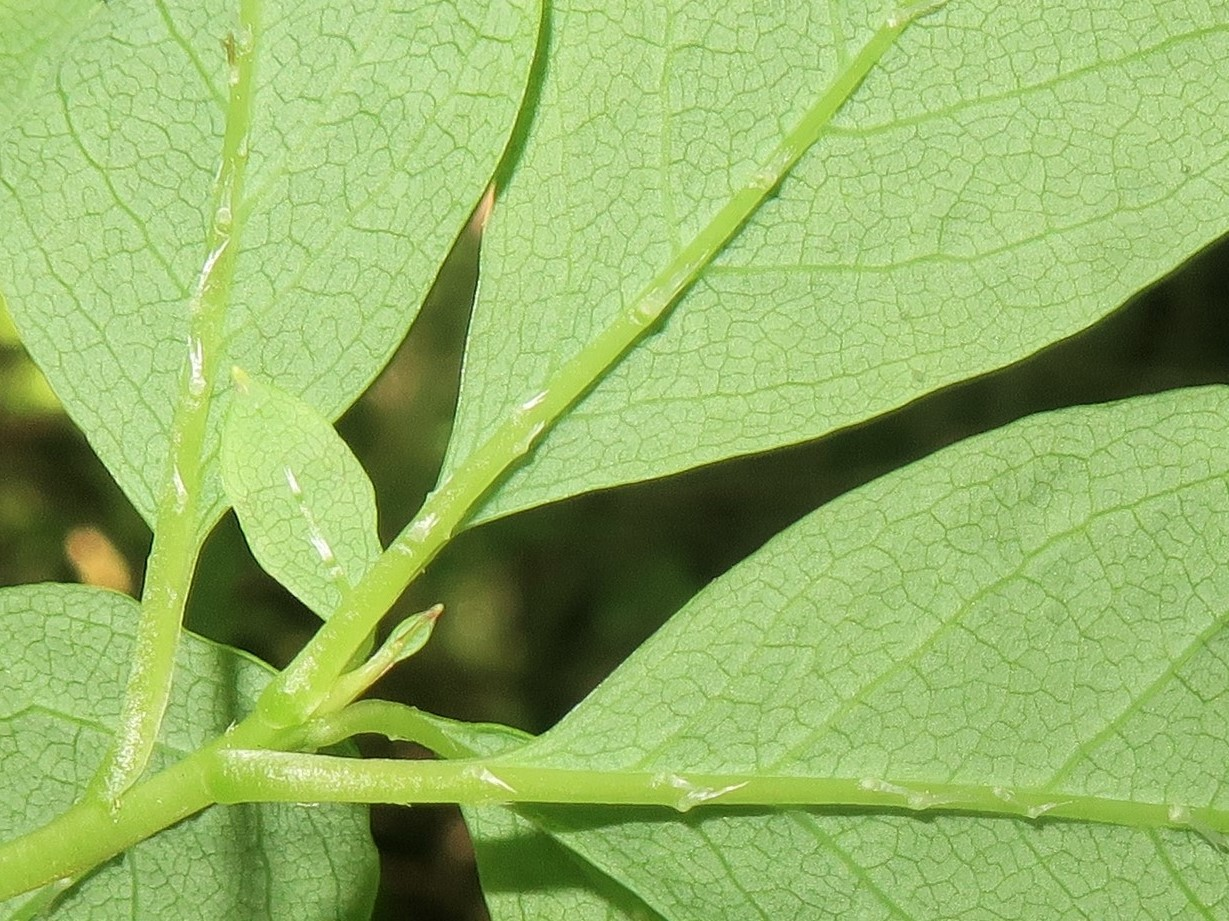
左の拡大。葉脈の主脈上に鱗片状の毛がある。
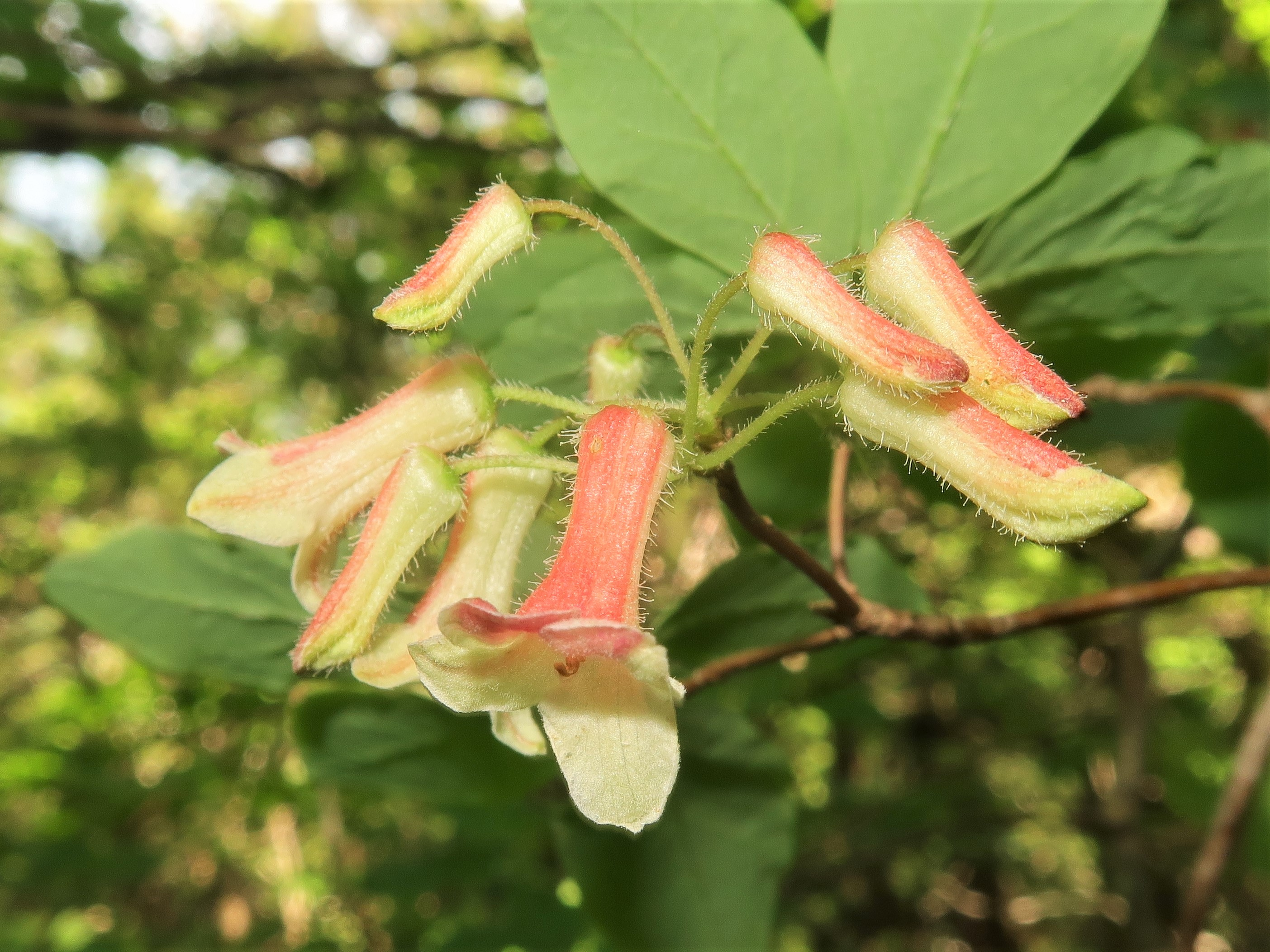
花序軸に、3-6個の花が束生状に下向きにつく。花冠は筒型で、上面は紅色、下面は黄緑色、外面に腺毛が生える。
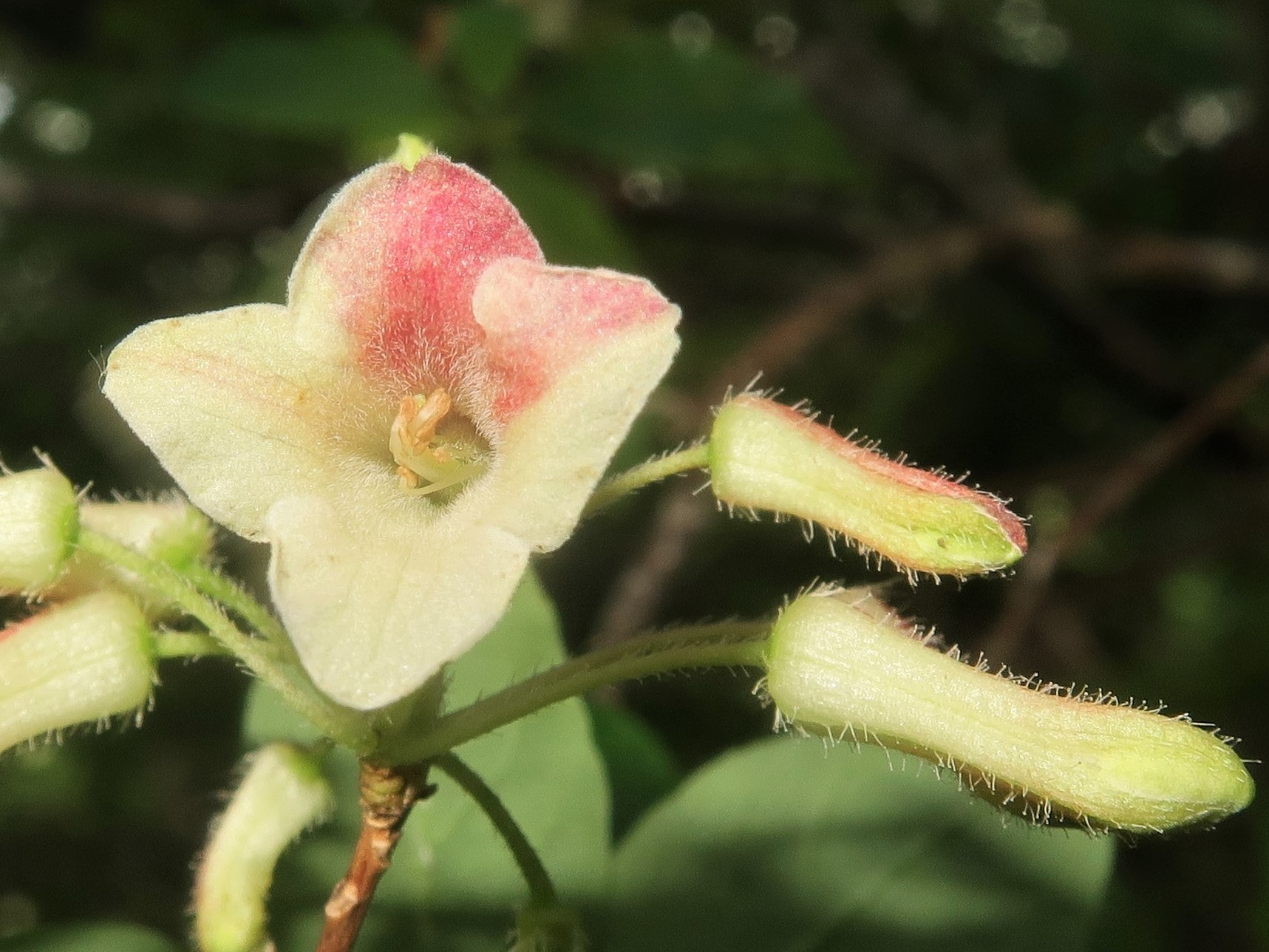
花冠先端は4裂し、花冠筒部内面に短毛がやや密に生え、縁に白色の微毛が密に生える。
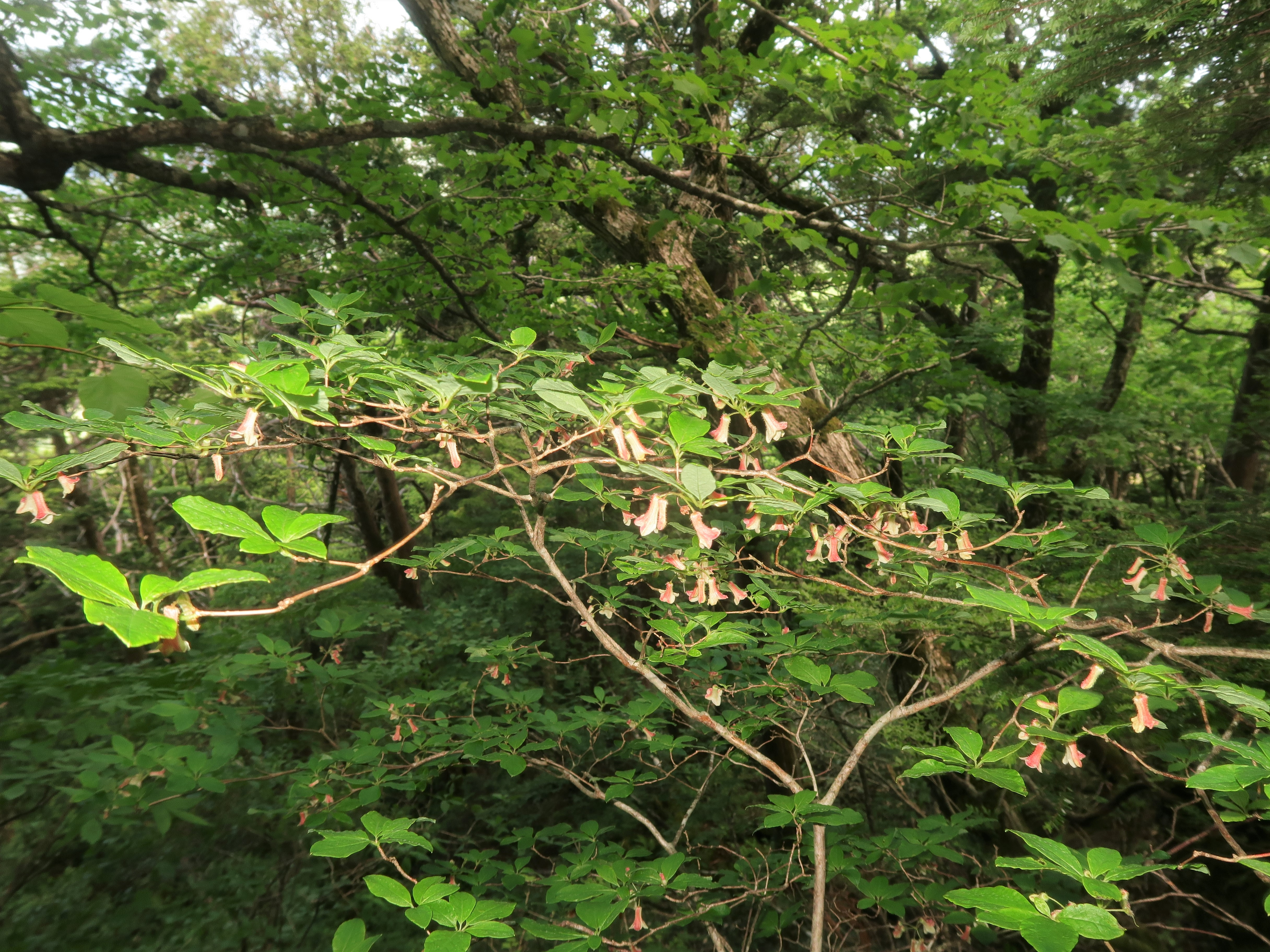
生育環境。ヒノキアスナロとブナからなる混交林の林床の、やや暗い急な岩場に生育する。